# Ferretti (equip ciclista)

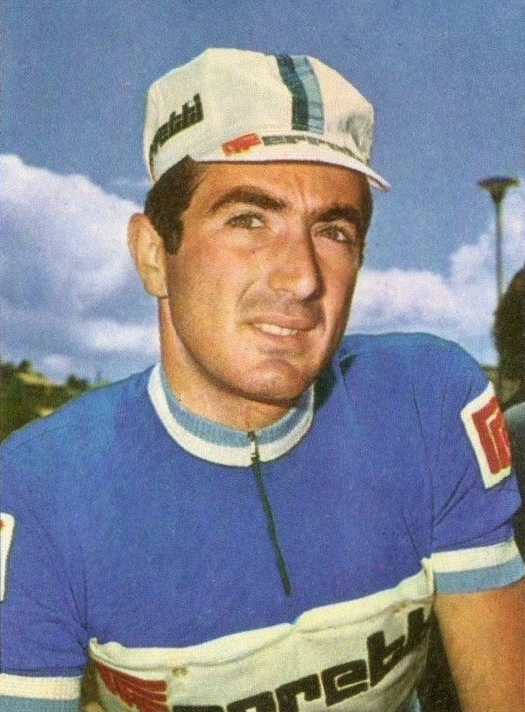
Mauro Simonetti al 1971

L'equip Ferretti va ser un equip ciclista italià, de ciclisme en ruta que va competir entre 1969 i 1972. El seu èxit més important fou el Giro d'Itàlia de 1971 aconseguit per Gösta Pettersson.

## Principals resultats
- Coppa Sabatini: Romano Tumellero (1969), Gösta Pettersson (1970)
- Trofeu Baracchi: Gösta Pettersson i Thomas Pettersson (1970)
- Tour de Romandia: Gösta Pettersson (1970)
- Gran Premi Ciutat de Camaiore: Mauro Simonetti (1970)
- Tirrena-Adriàtica: Italo Zilioli (1971)
- Giro dels Apenins: Gösta Pettersson (1971)
- Trofeu Matteotti: Wilmo Francioni (1971)
- Gran Premi de la vila de Zottegem: Albert van Vlierberghe (1971)
- Trofeu Laigueglia: Italo Zilioli (1971), Wilmo Francioni (1972)
- Coppa Agostoni: Mauro Simonetti (1972)
- Gran Premi de la Indústria i el Comerç de Prato: Constantino Conti (1972)

### A les grans voltes
- Giro d'Itàlia
  - 4 participacions (1969, 1970, 1971, 1972)
  - 8 victòries d'etapa:
    - 1 el 1969: Albert Van Vlierberghe
    - 2 el 1971: Gösta Pettersson, Lino Farisato
    - 5 el 1972: Gianni Motta, Wilmo Francioni (2), Gösta Pettersson, Albert Van Vlierberghe

  - 1 classificació finals:
    - Gösta Pettersson (1)

  - 0 classificacions secundàries:

- Tour de França
  - 2 participacions (1970, 1971)
  - 3 victòries d'etapa:
    - 1 el 1970: Albert Van Vlierberghe
    - 2 el 1971: Albert Van Vlierberghe, Mauro Simonetti

  - 0 classificació finals:
  - 0 classificacions secundàries:

- Volta a Espanya
  - 0 participacions